# Dourado (São Paulo)
Dourado is een gemeente in de Braziliaanse deelstaat São Paulo. De gemeente telt 9.131 inwoners (schatting 2009).

## Aangrenzende gemeenten
De gemeente grenst aan Boa Esperança do Sul, Bocaina, Brotas, Dois Córregos, Jaú, Ribeirão Bonito en Trabiju.